# Sleepaway Camp III: Teenage Wasteland
Sleepaway Camp III: Teenage Wasteland è un film del 1989 diretto da Michael A. Simspon, con Pamela Springsteen. Il film è il terzo capitolo della serie cinematografica horror Sleepaway Camp e, come i suoi due predecessori, non è mai stato distribuito in Italia.

## Trama
Maria Nacastro, un'adolescente, esce di casa per recarsi ad un campeggio estivo, ma improvvisamente un camion la investe uccidendola. L'autista del camion è in realtà la serial killer Angela Baker, la quale, pettinandosi e vestendosi come lei, assume l'identità della ragazza per poi salire sull'autobus che la porterà al campo estivo, dove parecchi giovani di differente estrazione sociale (snob i primi, semi-criminali i secondi) devono lavorare insieme in un "esperimento di condivisione".
Arrivati al campeggio, chiamato Camp New Horizon, Angela e gli altri compagni vengono accolti dai proprietari del campeggio, Lilly ed Herman Miranda, e dalla giornalista Tawny Richard, la quale intervista i campeggiatori chiedendo i loro nomi e da dove vengono (Angela, ovviamente, dice di essere Maria Nacastro, in quanto l'aveva precedentemente uccisa e gli aveva rubato l'identità). Dopo l'intervista, la giornalista menziona che Camp New Horizion era una volta Camp Rolling Hills, il campeggio estivo dove, un anno prima, erano successi gli eventi del precedente film. Prima di andarsene, la giornalista chiede ad Angela se può dargli un po' di droga e la donna gli dà quella che sembra della cocaina.
Mentre guida fuori dal campeggio, Tawny inizia a sniffare la droga, ma improvvisamente muore dopo averla sniffata: la cocaina era in realtà un prodotto chimico per pulizie.
Una volta che i campeggiatori sono tutti sistemati, Lilly ed Herman rivelano a loro che saranno suddivisi in tre gruppi e che saranno accampati nel bosco per alcuni giorni, e il terzo gruppo sarà capeggiato dall'agente di polizia Barney Withmore. Angela si rende conto che si tratta del padre di Sean, una delle vittime del massacro commesso da lei l'anno precedente. Poi i campeggiatori vengono sistemati nei loro gruppi, con Angela che viene sistemata nel gruppo capeggiato da Herman assieme a Peter Doyle, Jan Hernandez e Snowboy. Mentre stanno pescando, Angela, dopo esserne andata irritata dagli scherni di Peter, sorprende Herman e Jan nel bel mezzo di un rapporto sessuale. Angela, allora, uccide i due con un tronco. Quella notte, Angela uccide Peter con dei petardi e uccide Snowboy colpendolo con un tronco.
Il giorno dopo, Angela va nel gruppo di Lily con la scusa che Herman gli aveva detto di mandarla. La donna, poi uccide di nascosto Arab, la quale, secondo la scusa inventata da lei, doveva essere mandata nel gruppo di Herman. Durante un esercizio organizzato da Lily, Angela uccide di nascosto Cindy, un'altra campeggiatrice. Angela, poi, convince Lilly a seguirla dentro una delle cabine e, dopo essere arrivate, la donna la getta dentro un buco e la seppellisce viva. Quella stessa notte, Angela uccide Bobby Stark e Riff.
Il giorno dopo, Angela cerca di entrare nel gruppo capeggiato da Barney utilizzando la stessa scusa utilizzata con Lilly, ma l'uomo non le crede. Allora Angela finge di ferirsi una gamba per farsi portare da Barney e da Marcia, una ragazza del gruppo di Barney, al campo principale, ma l'uomo scopre anche che non c'era mai stato nessun scambio di membri dei gruppi. Angela rivela poi a Barney la sua vera identità e poi spara all'uomo con una pistola. Dopo aver ucciso Barney, Angela insegue Marcia, ma fortunatamente la ragazza riesce a seminare la donna.
Quella notte, Angela rapisce Tony, Greg e Anita (altri tre membri del gruppo di Barney), rivela a loro di aver ucciso i tre consulenti e ordina a loro di trovare Marcia. Dopo una frenetica ricerca, i tre ragazzi trovano Marcia dentro una cabina, ma Greg ed Anita vengono uccisi lo stesso da Angela. Quest'ultima, poi, si congratula con Tony per aver trovato Marcia, poi sale su una jeep e informa ai due ragazzi che, se vogliono chiamare dei soccorsi, c'è un telefono pubblico a tre miglia di distanza.
Mentre entra nella jeep, Angela viene attaccata da Marcia armata con un'ascia. La ragazza poi, dopo una dura battaglia contro Angela, riesce apparentemente ad ucciderla pugnalandola al ventre. Marcia e Tony, poi, vengono soccorsi dalla polizia.
Il film finisce con il corpo di Angela che viene trasportato dentro un'ambulanza. Tutto sembra finito... fino a quando Angela non si sveglia improvvisamente ed uccide i due paramedici!

## Location
Il film è stato girato ad Atlanta ed a Bremen, entrambe site in Georgia.